# Phidias
Phidias of Feidias (Oudgrieks: Φειδίας), (Athene ca. 490 v.Chr. - Olympia (?) ca. 432 v. Chr. (?)), zoon van Charmides, was een van de grootste Griekse kunstenaars, vooral werkzaam in Athene. Er is niet veel bekend over zijn leven. 

## Leven
Phidias werd eerst opgeleid als schilder, maar hij zou uitgroeien tot een van de grootste beeldhouwers van zijn tijd. Later zou hij ook aan het hoofd staan van een kunstenaarsatelier. Tot zijn tijdgenoten behoren onder andere Myron van Eleutherae, Polykleitos en Sophocles. Hij zou opgeleid zijn door Hegias en Ageladas.
Toen Perikles in 449 v.Chr. aan de macht kwam, kreeg zijn goede vriend Phidias de leiding over zijn artistieke ondernemingen. Hij was onder meer bouwmeester van het Parthenon dat Perikles liet bouwen tussen 447 v.Chr. en 432 v.Chr.
Door zijn vriendschap met Perikles, werd hij het onderwerp van jaloezie en kreeg hij veel vijanden. Toen Perikles in ongenade viel, werd ook Phidias het slachtoffer. Hij werd in 438 v.Chr. beschuldigd van het verduisteren van staatsgoud.
Wat er toen juist gebeurde is niet helemaal duidelijk. Ofwel werd hij in de gevangenis opgesloten kort na 438 v.Chr. en stierf hij in Athene, ofwel ging hij naar Olympia in 438/432 v.Chr. om zijn beeld van Zeus te maken en stierf daar dan tien of vijftien jaar later. 
Deze tweede hypothese is aannemelijker, want uit onderzoek blijkt dat het beeld van Zeus dat Phidias creëerde, pas na de bouw van het Parthenon zou zijn gemaakt.

## Stijl

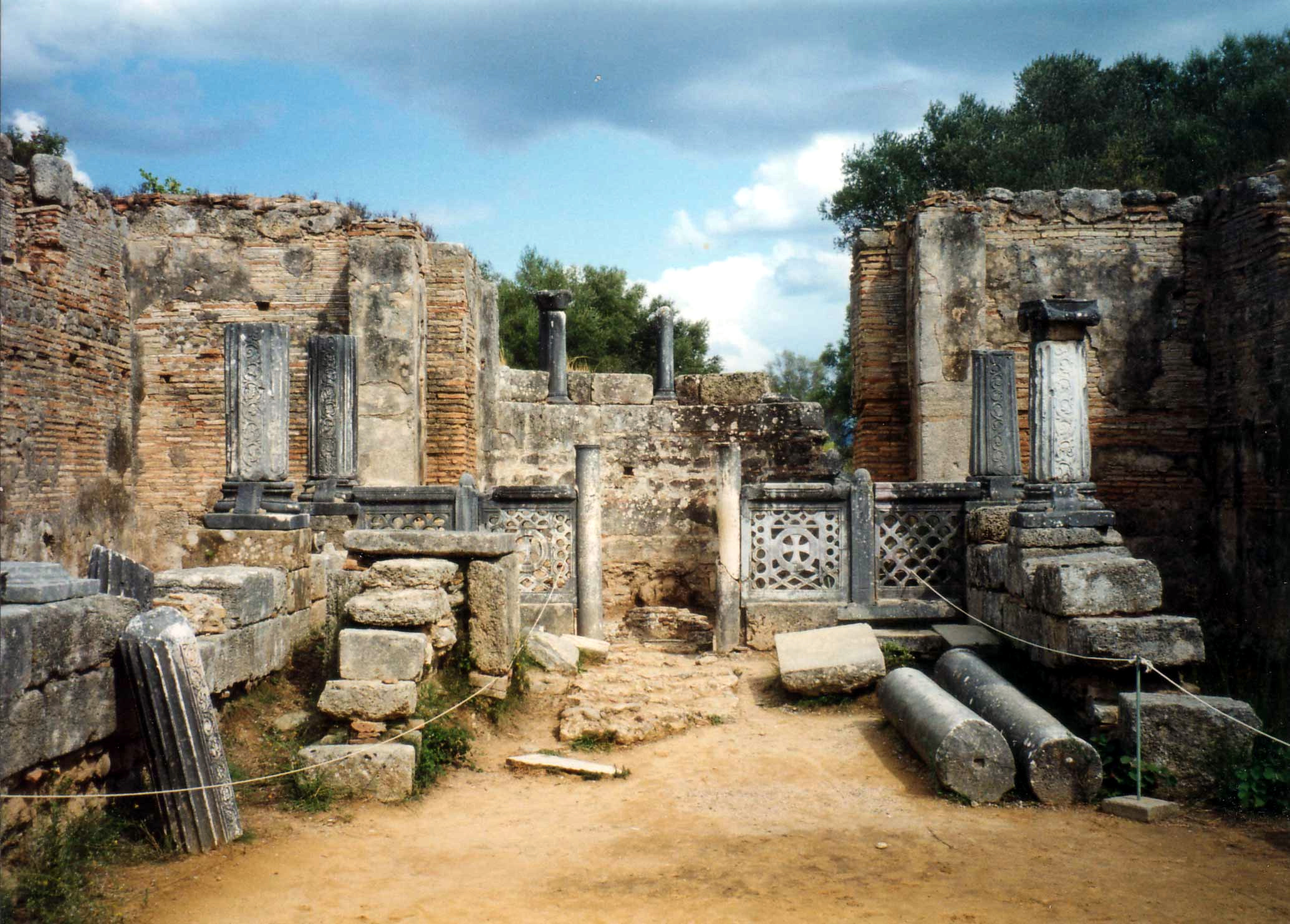
Beweerde werkplaats van Phidias in Olympia

Er zijn bijna geen originele werken van hem overgebleven en ze kunnen dus niet met zekerheid aan hem worden toegeschreven. Door kopieën, beschrijvingen en het overgebleven Parthenon, waar hij de bouw van superviseerde, krijgen we echter een idee van zijn stijl.
De kunst van Phidias had een idealiserend karakter dat neigt naar de sublimatie van natuurlijke vormen. Hij staat aan het begin van de Klassieke stijl en geeft zijn personages een waardige sereniteit mee die moeilijk te overtreffen valt. Deze Klassieke periode kenmerkt zich vooral door het ideaal van jeugd en schoonheid, gelijk aan en acceptabel voor de goden. Goden vertonen zich in mensengestalte. De menselijke anatomie is accuraat en de beweging is realistisch, maar de expressie is afstandelijk en de stemming buitenaards. Het is dit samengaan van realiteit en ideaal dat deze periode typeert.
Hij cultiveerde een effect van grootsheid door middel van een uitgewerkte draperie of een gedetailleerd spierstelsel, gecombineerd met een geïdealiseerd hoofd. Zijn ideeën lagen aan de basis van vele grootse innovaties.
De term proclameert een ideaal dat niet alleen artistiek was, maar ook filosofisch: De geïdealiseerde gezichten en proporties van de Atheners verheeft hen boven de ongeciviliseerde wereld waarin ze opereren. Ze delen de rust van de goden, die daarvan bewust zijn, maar van op afstand de menselijke activiteiten overzien terwijl ze hun kosmische rol vervullen.

## Werken
- Athena Promachos:
Een van zijn vroegere werken. Het werd waarschijnlijk gemaakt tussen 465 en 456 v.Chr. met de buit van de overwinning op de Perzen met de slag bij Marathon. Dit reusachtige bronzen beeld werd opgericht op de Akropolis, tussen het Erechtheion en de Propyleeën. Later is het overgebracht naar Constantinopel, waar het op het Forum stond en in 1203 is verwoest.
De speerpunt en de top van de helm van de godin Athena zouden zichtbaar zijn geweest voor de zeelui die van Kaap Soenion kwamen. We kunnen ons een voorstelling maken van het beeld, dankzij de beschrijving van Pausanias (1,28,2).
- Athena Lemnia:
Dit kleinere bronzen beeld dat gemaakt werd in opdracht van de Atheense kolonisten op Lemnos stond ook op de Akropolis. Het werd gemaakt omstreeks 451 v.Chr. Dit werk toonde geen oorlogszuchtige godin maar een gracieuze maagd. Het beeld straalde rust uit en Athena droeg in dit geval geen helm.
Plinius schreef er het volgende over: "Phidias ontwierp een bronzen Athena van een onovertroffen schoonheid dat ze 'de Schone' werd genoemd."
- Parthenon:
Het beroemdste bouwwerk dat aan zijn naam is verbonden. Phidias superviseerde de werken aan het Parthenon van 447 tot 432 v.Chr. Het is onduidelijk of hij ook zelf aan de tempel heeft gewerkt. Niettemin wordt hij geassocieerd met de Parthenonstijl, die dan gelijkgesteld wordt aan de Phidiasstijl.
- Athena Parthenos:
Dit is een van de beroemdste werken van Phidias. Het stond in het Parthenon, de tempel die ook aan haar is gewijd. De oude schrijvers Pausanias en Plinius hebben ons een tamelijk klare beschrijving van het beeld bewaard: Athena was bekleed met een lange chiton, die tot de voeten reikte. Op de borst droeg ze een aegis en ze droeg een helm versierd met een sfinx tussen twee griffioenen. Op de rechterhand droeg ze een Victorie en in de andere hand hield ze een lans, terwijl het schild aan haar voeten rustte en daar ook een slang kronkelde die Erichthonios symboliseerde.
Op de buitenwand van het schild was een Amazonengevecht gesneden; de binnenzijde was beschilderd met een gigantomachie. Op de sandalen was een Kentauromachie afgebeeld, terwijl op het voetstuk de geboorte van Pandora voorgesteld was. Het beeld was ongeveer 11,5 meter hoog en werd deels van ivoor en deels van goud gemaakt.
Uit haar ernstige, symmetrische gelaat spreken krachtdadigheid en wilskracht. Pallas Athena, zoals Phidias haar zag en zoals hij haar beeld vormde, was meer dan louter een afgodsbeeld. De Athena van Phidias was als het ware een bijzonder groot menselijk wezen. Haar macht lag niet in magische toverkracht, maar in haar schoonheid.
Het beeld werd ingewijd in 438 v.Chr. De combinatie van het beeld en het gebouw moeten ontzagwekkend zijn geweest. Er werd hier een dwingende boodschap uitgezonden over de religieuze macht van Athena en de politieke macht van Athene.

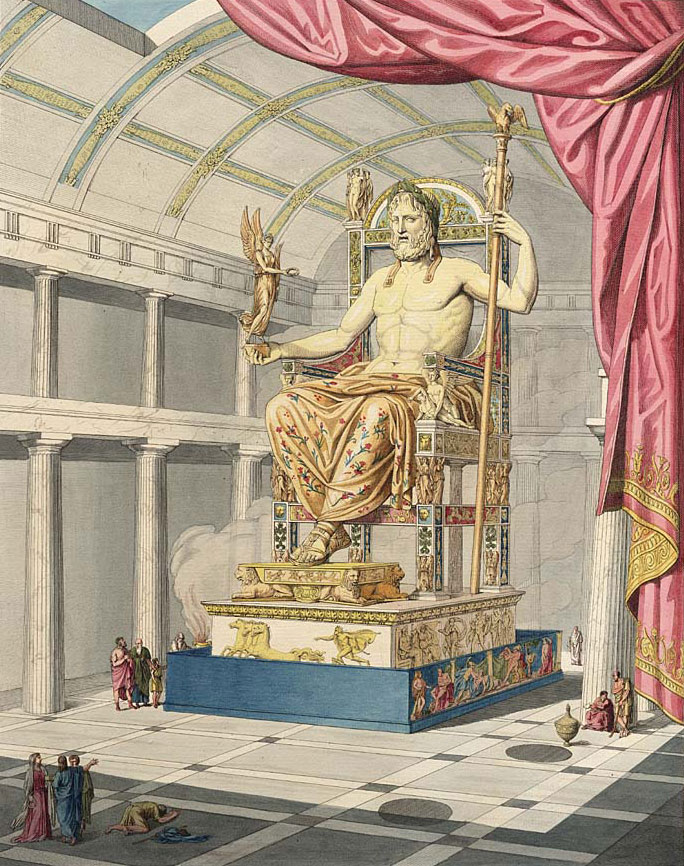
Zeus te Olympia volgens Quatremère de Quincy (1815).

- Beeld van Zeus te Olympia:
Dit werk uit de Zeustempel van Olympia wordt beschouwd als de grootste uiting van Phidias’ genialiteit. Dion Chrysostomos beschrijft: “Als je er voor staat, vergeet je elk ongeluk van dit aardse leven.”
De tempel van Zeus brandde af ten tijde van Theodosius II in de 5de eeuw n.Chr. en Phidias’ beeld verdween mogelijk toen. Volgens de Byzantijnse historicus Cedrenus werd het beeld echter overgebracht naar het paleis van Lausus te Constantinopel waar het in 475 bij een paleisbrand verloren ging. Later werd het beeld een van de zeven wereldwonderen van de antieke wereld.
Zeus werd getoond als een weldadige koning en vader van de goden en mensen, geïnspireerd door de beeldspraak in Homerus’ Ilias. De hoogte wordt geschat op ongeveer 12 meter. Het was bedekt met goud en ivoor en gedeeltelijk gekleurd. Hij droeg een lauwerkrans op zijn hoofd en zijn rechterhand droeg een beeldje van de godin Nikè.
Pausanias beschreef de majesteitelijkheid van Phidias’ kunstwerk als volgt: "De god is gezeten op zijn troon en is gemaakt uit goud en ivoor. In zijn rechterhand houdt hij een overwinningsbeeld en in zijn linker een scepter die is ingelegd met allerlei metaalsoorten. Het schoeisel en het gewaad van de god zijn uit goud. In het gewaad zijn gesmede figuren en lelies aangebracht. De troon is voorzien van goud, edelstenen, ebbenhout en ivoor en van geschilderde en gebeeldhouwde figuren."

## Verdere literatuur
- Buschor (E.) Phidias Der Mensch. München, Münchner Verlag, 1948, 142 p.
- Johansen (P.) Phidias and the Parthenon Sculptures. Kopenhagen, Gyldendalske boghandel, 1925, 134 p.
- Lechat (H.) Phidias et la sculpture grecque au V° siècle. Parijs, Librairie de l’art ancien et moderne, 1906, 174 p.
- Caro-Delvaille (H.) Phidias ou le génie grecque. Parijs, Alcan, 1922, 74 p.
- Collignon (M.) Phidias. Parijs, Librairie de l’art ancien et moderne, 127 p.
- Schrader (H.) Über Phidias. Frankfurt am Main, Frankfurter Verlagsanstalt, 1924, 384 p.
- Sitte (H.) Zu Phidias: ein biografischer Beitrag. Innsbruck, Wagner, 1924, 30 p.
- Jolles (A.) Wege zu Phidias: Briefe über antike Kunst. Berlijn, Weidmannsche Buchhandlung, 1918, 153 p.
- Ubell (H.) Phidias. Berlijn; Bard, Marquardt und Co, 1904, 60 p.
- Hekler (A.) Die Kunst des Phidias. Stuttgart, Julius Hoffman, 1924, 151 p.
- Langlotz (E.) Phidiasprobleme. Frankfurt am Main, Vittorio Klostermann, 119 p.

- Biblioteca Nacional de España: XX1252352
- Bibliothèque nationale de France: cb12117024h (data)
- Catàleg d'autoritats de noms i títols de Catalunya: 981058611271206706
- Gemeinsame Normdatei: 118593765
- International Standard Name Identifier: 0000 0000 9514 5392
- Library of Congress Control Number: nr89017947
- Nationale Bibliotheek van Letland: 000225034
- Nationale Bibliotheek van Tsjechië: xx0058883
- Nationale bibliotheek van Australië: 35946790
- Nationale Bibliotheek van Israël: 987007291804705171
- Nationale Bibliotheek van Polen: a0000002037559
- Nederlandse Thesaurus van Auteursnamen: 114256349
- RKD-Nederlands Instituut voor Kunstgeschiedenis: 459612
- LIBRIS: 301412
- Système universitaire de documentation: 02957272X
- Trove: 1158188
- Union List of Artist Names: 500010586
- Virtual International Authority File: 26911786